# フェリーつばさ
フェリーつばさは、壱岐・対馬フェリーが運航している貨物フェリー（RORO貨物船）。

## 概要
三浦造船所で建造され、1995年2月に博多 - 壱岐 - 対馬航路に就航した。
就航前に阪神・淡路大震災の救援のため、ピースボートにチャーターされ、ボランティア要員100名、自転車5,000台など救援物資を搭載して、東京港芝浦ふ頭から神戸港へ運航された。
佐世保港で地元協定の時間外に荷役を行っていた問題で運航休止となった九商マリンサービスの貨物フェリーマリンライナーの代替として、2016年5月23日から月2回、燃料輸送のため宇久島へ運航されている。

## 設計
船首船橋型双船尾船型全通二層甲板のRORO貨物船である。船体は5層構造で上部から操舵室、乗組員区画、旅客区画、2層の車両甲板となっている。ランプウェイは船首（バウバイザー付）と船尾の2箇所に設けられている。
貨物船として運航されているため、旅客定員は12名となっているが、ドライバー室のほか、合計8室の個室を設けるなど、旅客区画の収容能力には余裕がある。

### 就航航路
- 博多港（須崎ふ頭） - 芦辺港（壱岐） - 厳原港（対馬）

1日1往復を運航する。1997年3月から2往復に増便されたが、その後1往復に戻された。

## 船内

### 船室
- 個室（8室）
- 寝台

### 設備
- テレビサロン
- 自動販売機
- シャワー室（サウナ付）
- 喫煙ルーム

## 事故・インシデント

### 厳原港での乗り揚げ
1995年11月10日、20時20分、厳原港を出港して芦辺港に向かう際、厳原港外防波堤灯台の南南東約1,050メートルの地点で陸岸に乗り揚げた。乗揚の結果、船首船底部の外板に多数の亀裂を伴う長さ約10メートル、幅約1.5メートルの凹傷を生じた。事故原因は、夜間に厳原港を出航する際、船位の確認が不十分で港口南端の虎埼に向首して進行したため、とされた。

### 漁船との衝突
1999年2月13日、0時48分、博多港を出港して芦辺港に向かう際、荒津大橋付近の水路を航行中、博多港西防波堤南灯台の南南東1,000メートルの地点で、入港してきた漁船幸栄丸と衝突した。本船の右舷船首部に、幸栄丸の右舷が前方から16度の角度で衝突、本船は荒津大橋の橋脚付近の浅瀬に船尾を乗り揚げた。衝突により本船は右舷船首部の外板に擦過傷を生じ、推進器翼4枚に欠損および曲損を生じた。幸栄丸は右舷船首部が圧壊した。事故原因は、本船が狭水道を航行する際、右側に寄って航行しなかったことで発生したが、幸栄丸が動静監視不十分で警告信号を行わず、衝突回避処置をとらなかったことも一因とされた。また、事故前に2往復に増発された運航ダイヤに対して就労体制が不適切で、船長の休憩のため航海士に出港操船を行わせていたことも原因とされた。

### 貨物船との衝突
2007年9月7日、1時5分、博多港から芦辺港へ向かっていた本船は、博多湾を漁船群を回避しながら航行中、能古島灯台の西北西2.2海里の地点で錨泊していた貨物船豊洋丸と衝突した。豊洋丸の右舷船首部に本船の船首部が後方から70度の角度で衝突、豊洋丸は右舷船首部の外板に、本船は船首部の外板にそれぞれ破口を伴う凹損を生じた。事故原因は、夜間の福岡湾で本船が漁船の回避に気をとられ、錨泊中の豊洋丸との接近模様の確認が不十分なまま進行したため、とされた。